# Kedjebrytare

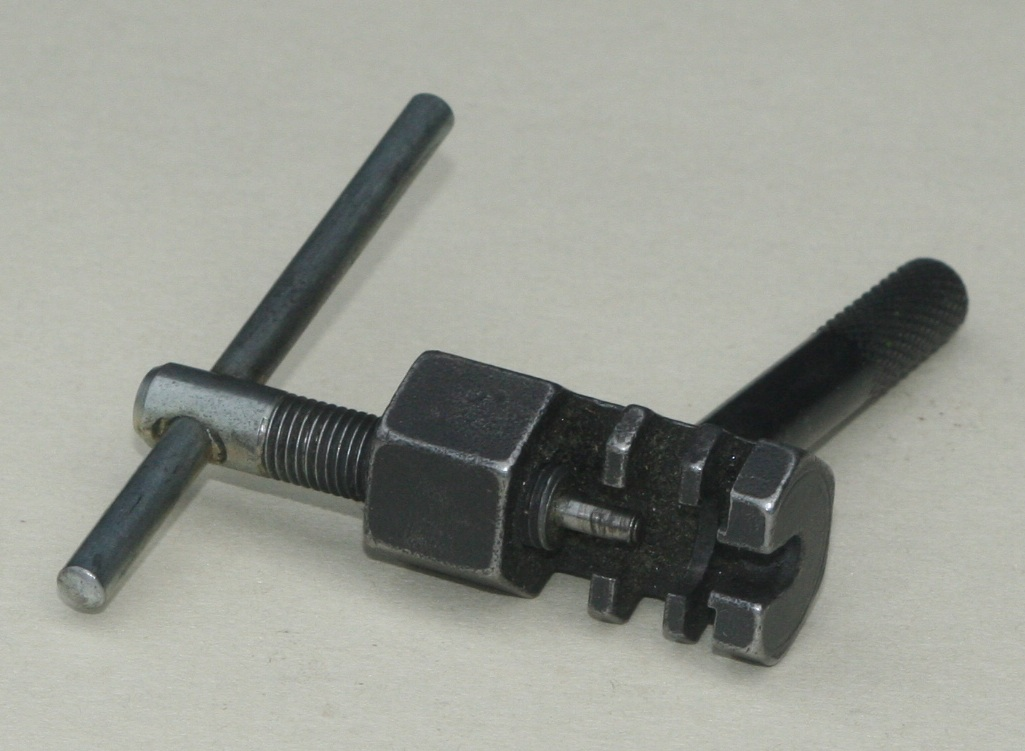
En typisk kedjebrytare.

En kedjebrytare är ett verktyg som används för att bryta en cykelkedja. Verktyget används för att bryta kedjan genom att forcera ut ett av de stift som håller ihop länkarna i kedjan. Detta gör det möjligt att dels demontera en cykelkedja, dels att anpassa längden på en kedja till den cykel den ska monteras på. Kedjebrytaren kan också användas för att foga ihop en cykelkedja genom att trycka in ett stift i en länk.

## Bildgalleri

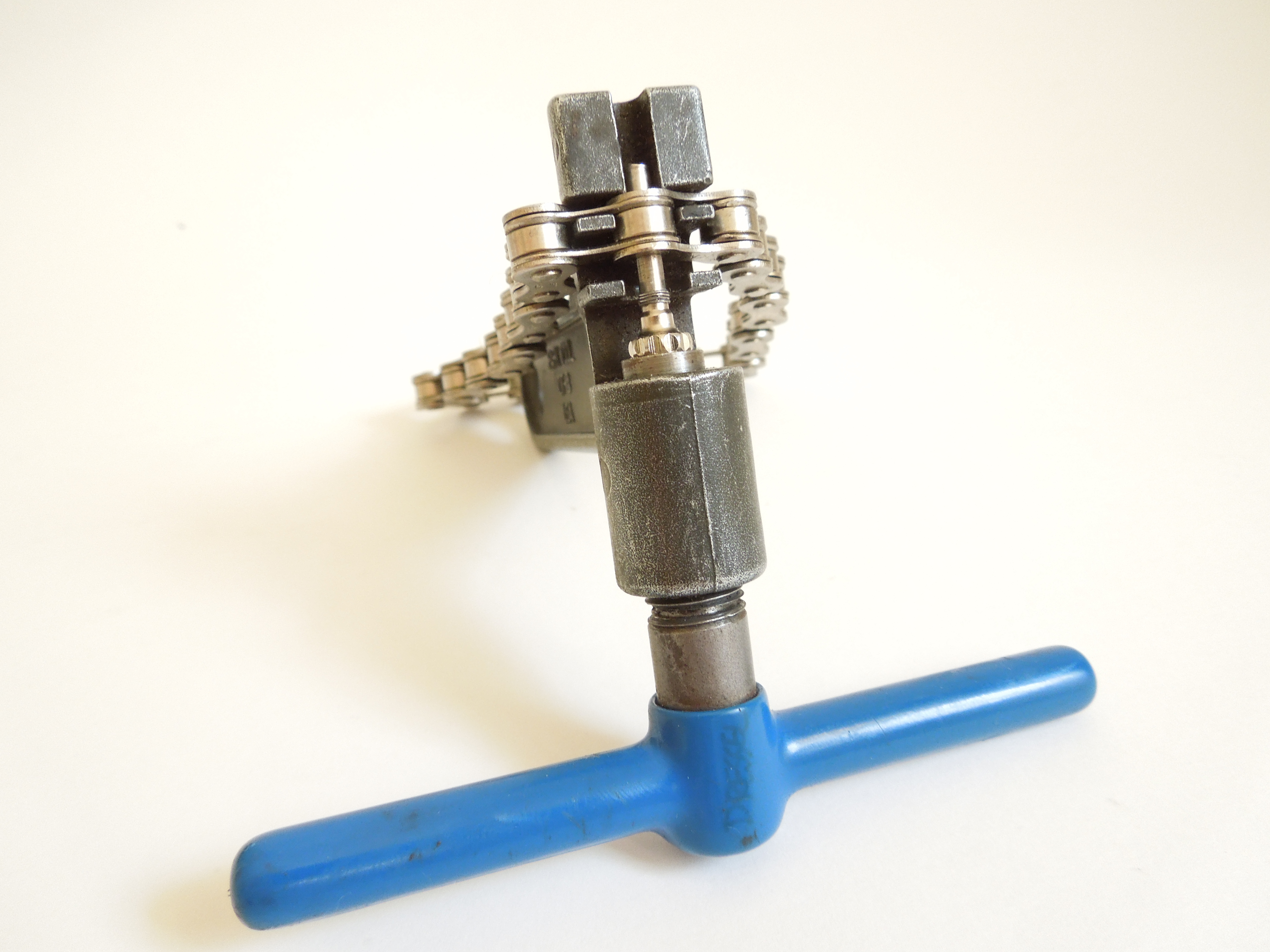
Brytande (demontering) av en cykelkedja
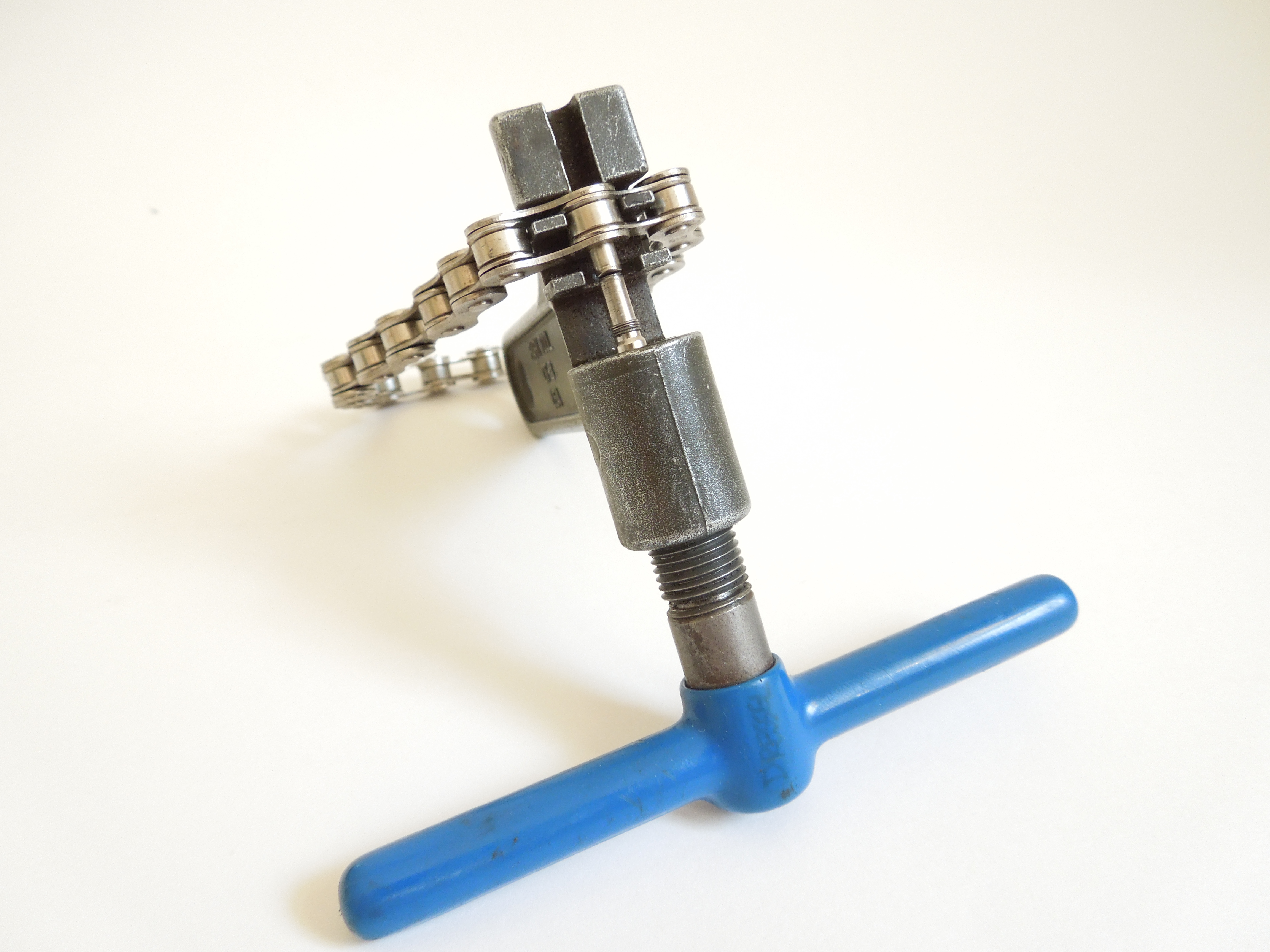
Sammanfogning (montering) av en cykelkedja
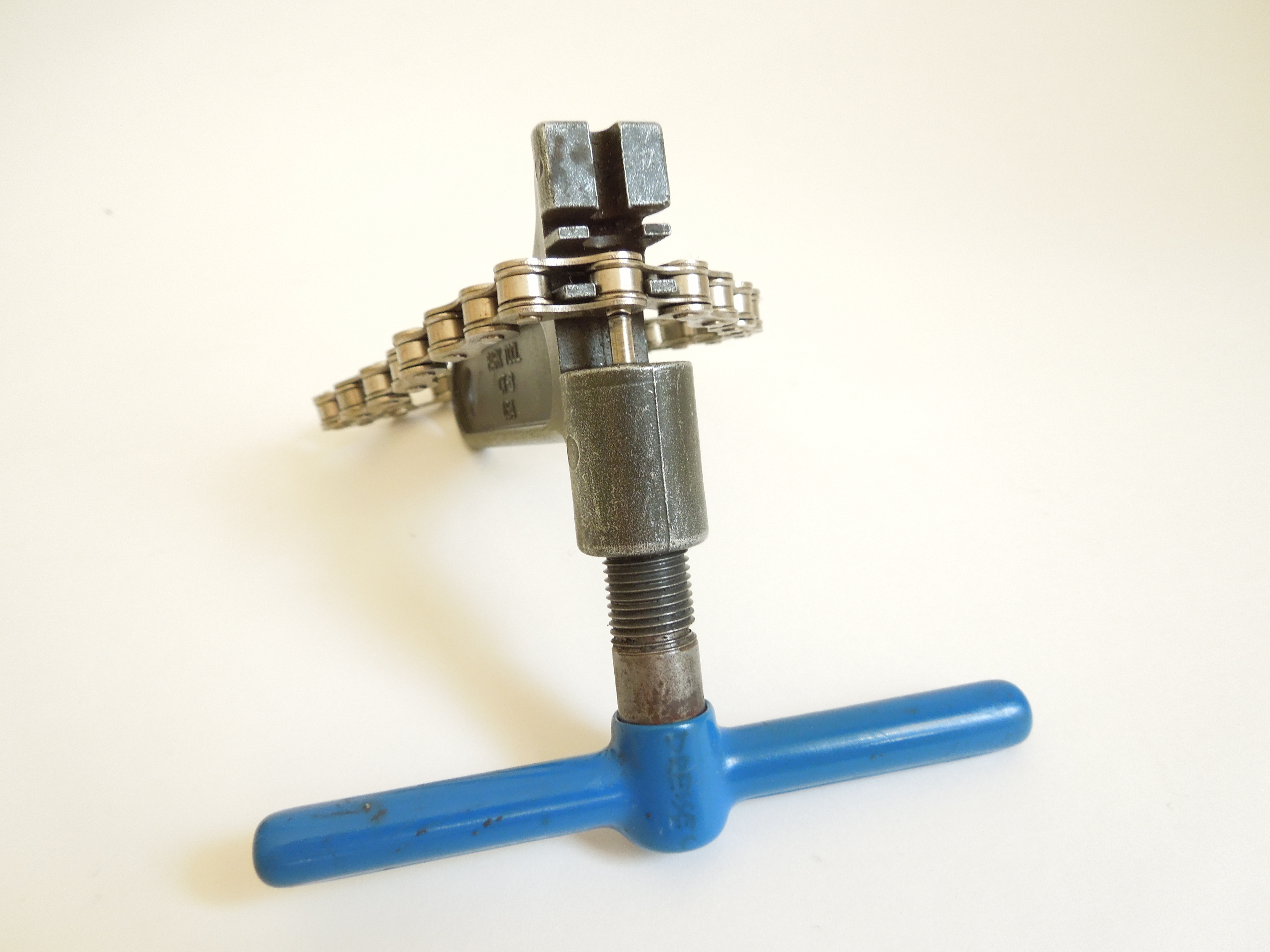
Avlägsnande av spänning mellan de yttre delarna av en länk